# 民間信仰
民間信仰（みんかんしんこう）とは、教義や教団組織をもたずに地域共同体に機能する庶民信仰のことで、個人の自覚的入信にもとづく創唱宗教とは異なる。民間宗教、民俗宗教、民衆宗教、伝承的信仰ともいう。フォークロアの訳語としての「民間信仰」は1897年の姉崎正治が初例とされる。

## ヨーロッパ

### 中世
ヨーロッパでは、中世を通じて支配者や聖職者の知的な宗教世界とは別の次元で、民衆の間にも独自の信仰が存在し、カニングフォークのような祈祷、民間医療、占いを行う職業が存在した。

#### 魔術的な神から摂理的な神へ

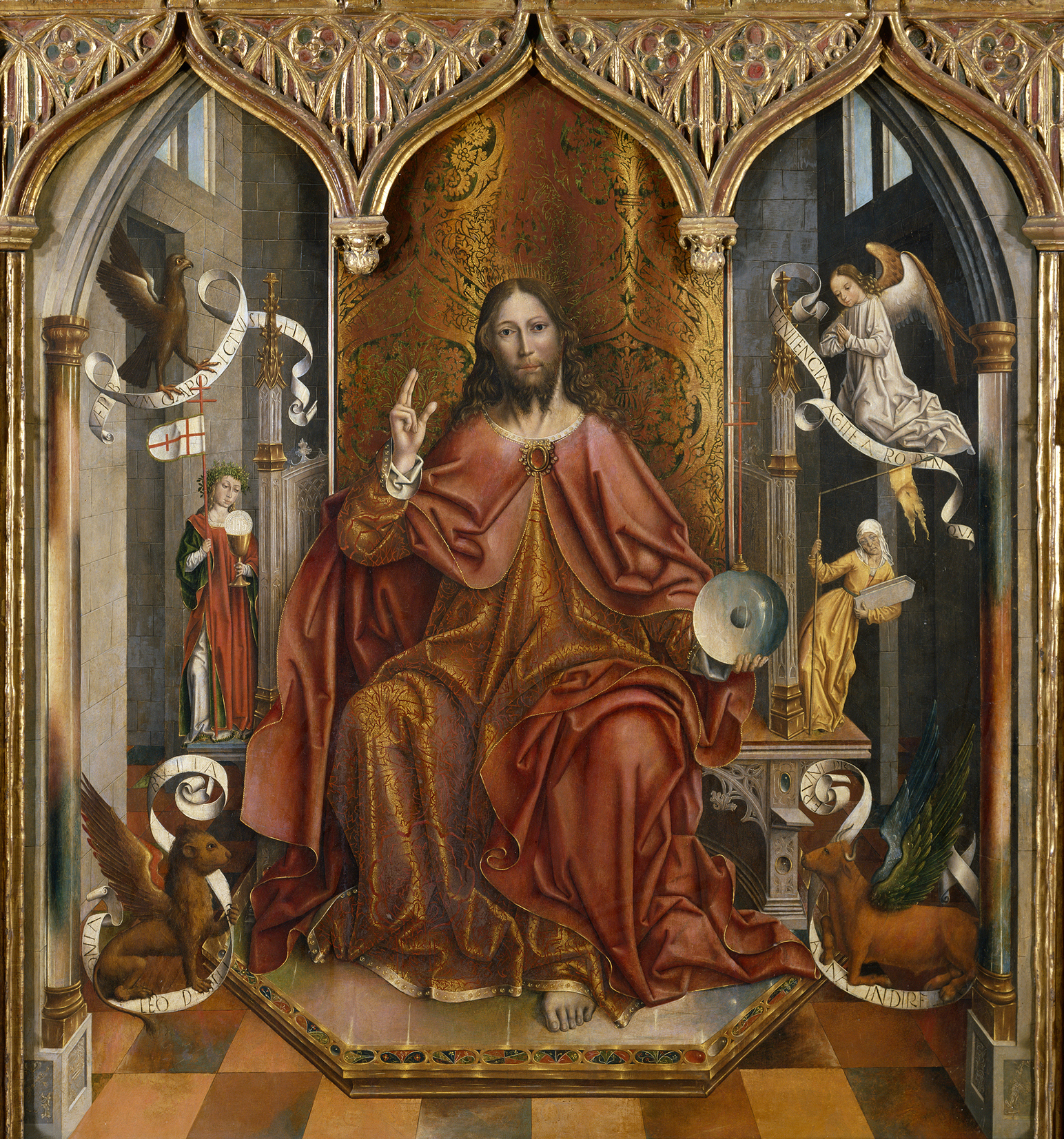
王としての「キリスト」
フェルナンド・ガレゴによる15世紀の作品。紀元1000年ごろから、威厳を持った王の姿で表されるキリスト像が現れる

ゲルマン人の間にキリスト教が受容された当初、「神の全能」は多分に魔術的に解釈されていた。たとえばクローヴィスは妻クロティルドにキリスト教への改宗を薦められると、キリスト教の神が彼の戦勝に貢献するなら、信仰を受け入れようと約し、勝利を得た後に改宗した。これはゲルマン神話の戦争の神オーディンがルーンを習得して魔法を使う魔術の神であったことを考えれば、魔術的な神への信仰としてキリスト教を見ていたことになる。
マルク・ブロックは『封建社会』ではヴァイキングの改宗に触れて、初期に魔術的な異国の神としてキリストが崇拝されたことを論じている。中世初期には、聖職者はしばしば魔術的な力を持つと信じられた。聖職者は民衆から尊敬の眼差しで見られる一方、魔術師として恐れられ嫌われた。11世紀のデンマークでは、聖職者は天候に対して魔術的な力を持つと信じられ、天候不順であった際には迫害を受けた。13世紀フランスでは、ある村で疫病がはやった際に、司祭を犠牲にすることで村を救おうとした事例がある。11世紀のグレゴリウス改革において教会が排除しようとしたのは、王権の奇跡能力と、聖職者に対するこのような魔術的迷信であった。グレゴリウス7世は王や聖人の奇跡を否定する一方、デンマークで天候不順の際におこなわれた聖職者への迫害を非難している。

#### 新しい信仰形式、清貧、巡礼、神の平和
10世紀末ごろから、従来の信仰形式とは異なった、いくつかの大衆的な宗教運動が現れた。このころ従来の修道院とは異なった形で、よりイエスのあり方に近い修道生活を目指す運動がおこった。この運動の淵源は東ローマ帝国に近い、南イタリアのカラブリア地方のギリシア系修道士たちの生活に端を発し、南イタリアにイスラム教徒が攻撃を加えるようになると、彼らは難を避けて北上した。11世紀になると全ヨーロッパ規模で、この新しい運動に基づいた修道院設立が活発化した。とくに影響が大きかったのは13世紀に現れたアッシジのフランチェスコで、彼の清貧運動には在俗の多くの信者が共感し、ともに貧しい生活を営んだ。同時期に同様に清貧を唱えた異端のヴァルド派も多くの在俗信者を獲得した。このように聖職者の貴族的な共同生活であった修道生活が、イエスの清貧という理想を通じて、民衆の間に広く受け入れられた。

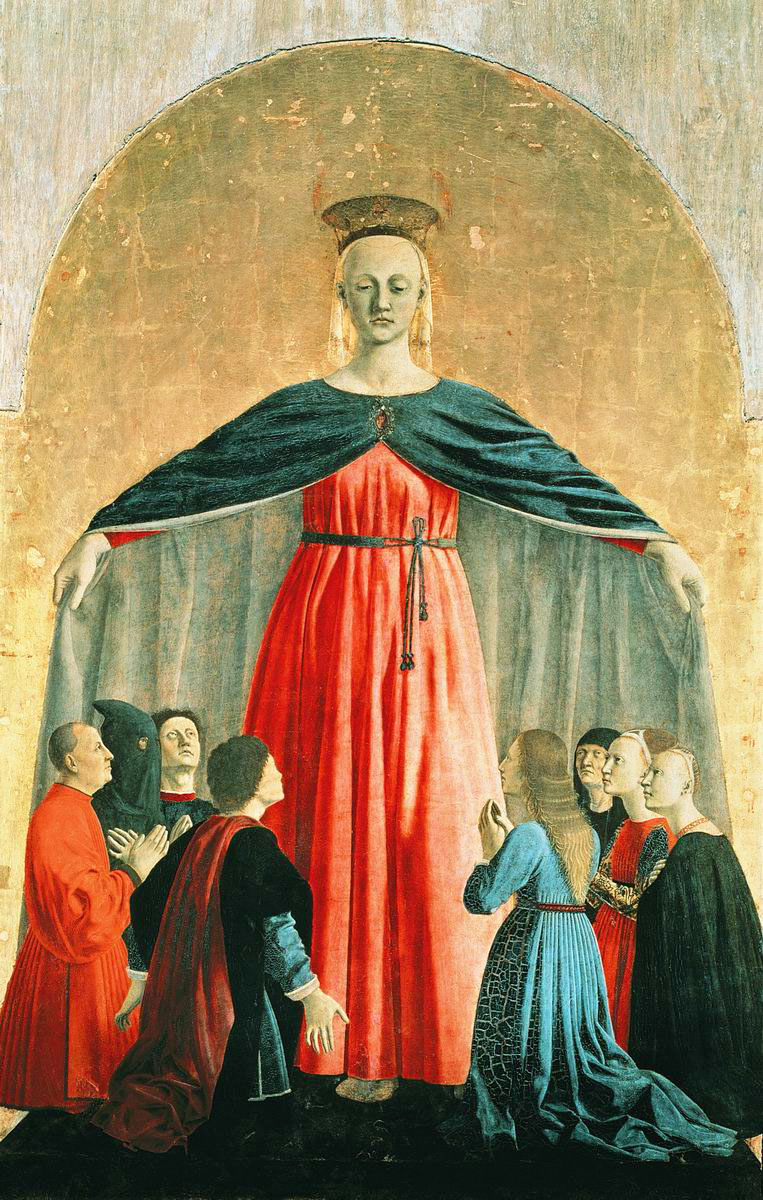
信徒たちの母として描かれた聖母マリア（1445年ごろ）
12世紀西欧では、聖母崇敬が流行した。聖母マリアのイエスを失うという悲劇的な体験が、イエスと贖いの苦しみを共有するものと観念されたからである。聖母マリアは普遍化され、「神の母」としてキリスト教社会のすべての信徒を包み込む存在とされ、厚く崇敬されるようになった

またこのころ、聖遺物や聖人に対する崇敬が高まり、各地に収められた聖遺物や聖人の故地への巡礼がさかんとなった。サンティアゴ・デ・コンポステーラや聖地エルサレムへの巡礼は大衆運動となった。のちには十字軍運動と結びついて、多数の信者が十字軍に参加したり、特に少年十字軍に代表されるように、自発的に大衆の十字軍が組織されたりもした。西ヨーロッパの交通網は11世紀までにまず聖地のネットワークとして形成され、徐々に定期市や港湾にネットワークを広げ、その拠点には金融市場が形成されるようになった。こうして成立した中世の交通網は古代のローマ帝国の街道網とはかなり異なったものであった。

#### キリスト像の変容とマリア崇敬
キリスト教が西ヨーロッパ社会で広がっていく過程において、イエス・キリストとその母マリアのイメージも大きく変容した。
まず紀元1000年ごろから「子なる神」イエスに対する関心が非常に高まり、とくに厳しい審判者として、あるいは威厳ある王としてのキリスト像が頻繁につくられるようになった。ところが12世紀ころから、今一度キリスト像に大きな変化が見られ、貧しく苦しみに満ち、貧者の味方である人間性豊かなイエスの像も数多く見られるようになった。このキリスト像を、その清貧の姿勢と聖痕の奇跡によって体現したのが、アッシジのフランチェスコであった。
聖母についての数々の崇敬もこの時代に成立した。まず12世紀ごろに聖母マリアも死後、天に上げられたという「聖母の被昇天」、14世紀にはキリストを宿したマリアが原罪を背負っているはずはないとする「無原罪の御宿り」。これらは、激しい論争の種となった。聖母は「子なる神」イエス・キリストの母として、信者とイエス・キリストの間をとりなす特別の存在として崇敬を集めた。12世紀には祈祷文「アヴェ・マリア」が成立している。このような聖母マリアへの特別の崇敬は、ときに彼女をキリストの贖罪になくてはならず、贖いの補足者と見なす見解にもつながったが、教会は一貫してこの見解を斥けている。

## 日本
日本では自然崇拝と祖先崇拝が核となった氏神信仰が、産土神や鎮守神と習合して村落神に変質した。